# Бад-Кольберг-Хельдбург
Бад-Кольберг-Хельдбург (нем. Bad Colberg-Heldburg) — город в Германии, в земле Тюрингия. 
Входит в состав района Хильдбургхаузен. Подчиняется управлению Хельдбургер Унтерланд.  Население составляет 2082 человека (на 31 декабря 2010 года). Занимает площадь 53,38 км². Официальный код  —  16 0 69 002.
Город подразделяется на 7 городских районов.